# Никитари

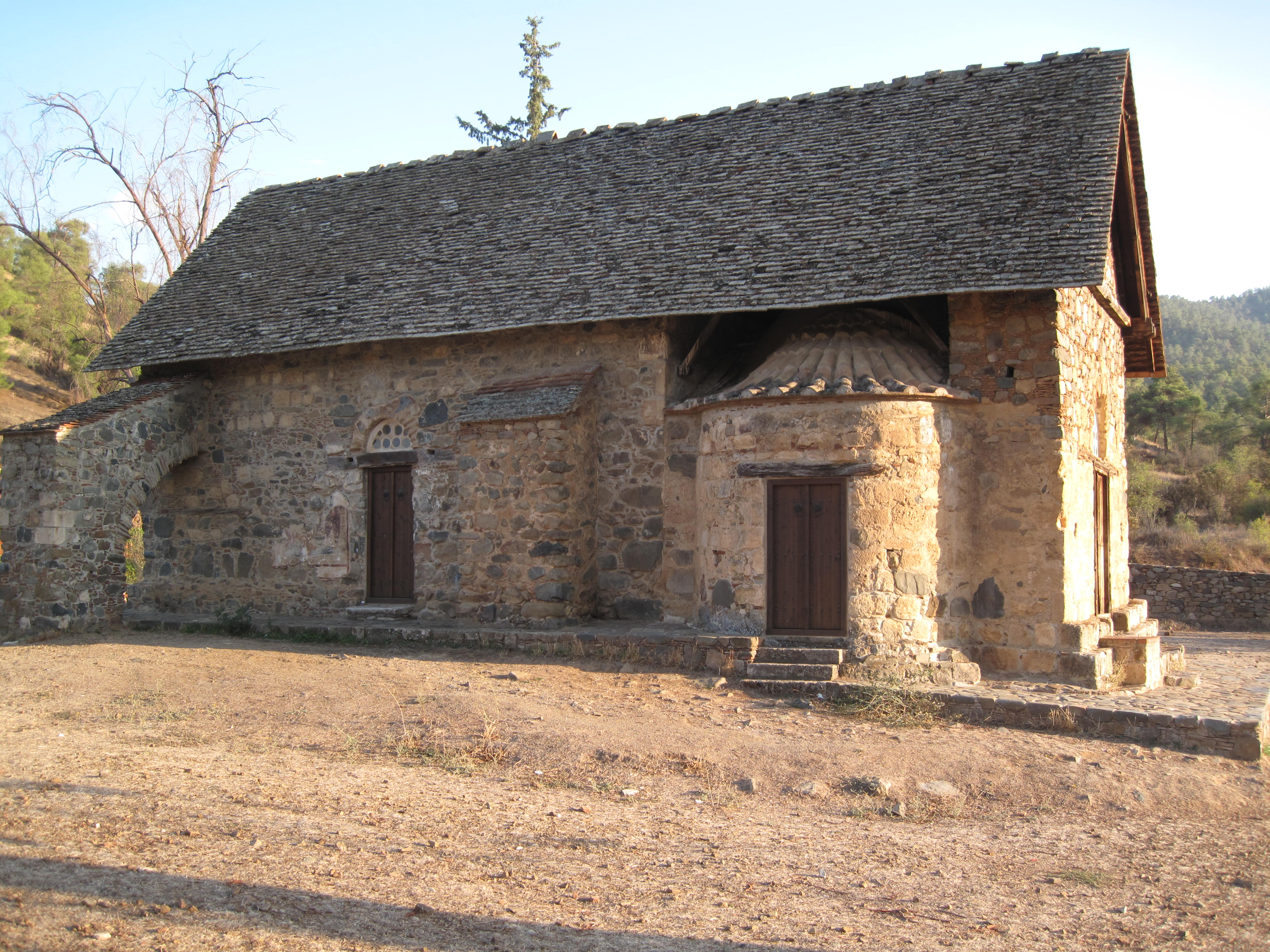
Церковь Асину в Никитари

Никитари (греч. Νικητάρι) — деревня недалеко от Никосии.
Население — 426 человек (2001). В 5 км от Никитари расположена церковь Асину, построенная в XII веке. Церковь является образцом настенной живописи византийской культуры входит в список всемирного наследия ЮНЕСКО в Европе. Ключ от церкви хранится у сельского священника.
Тёплый климат и красивый пейзаж способствуют развитию туризма. В деревне для туристов построен отель.